# Los Planetas (single)
«Los Planetas» es un sencillo de la banda La Buena Vida extraído de su álbum Álbum (la buena vida).

## Características
Luego de editados el álbum Hallelujah! (2001) y el Ep Harmonica (2002), ambos por el sello Siesta Records, La Buena Vida decidió cambiar de casa discográfica, eligiendo a Sinnamon Records. Para la ocasión decidieron editar "Los Planetas", primer sencillo de su nuevo larga duración Álbum (álbum).
Los Planetas es un tema-homenaje de La buena vida a Los Planetas que grabaron a dúo Irantzu Valencia y J Rodríguez, líder de Los Planetas. Sólo la versión sencillo contiene la voz de J, pues en la versión inserta en Álbum se escucha la voz de Mikel Aguirre. En respuesta, J invitaría a Irantzu a grabar el tema Y además es imposible, sencillo de Los Planetas editado en el 2004.
El sencillo se complementa con dos canciones: La calle del Carmen ( en referencia a una calle de Pamplona), En un mundo mejor y en el caso de la edición en vinilo, Desde aquí, que más tarde aparecerían en la edición argentina de Álbum editada por Índice Virgen en 2005.
El sencillo fue relanzado en formato de vinilo en 2021 conteniendo adicionalmente la canción Desde aquí.
El diseño gráfico del disco y la fotografía de la portada estuvieron a cargo de Javier Aramburu, como en todos sus anteriores y posteriores producciones.
Los Planetas llegó a los primeros lugares de preferencia (2 semanas en el # 1, 8 semanas en el Top 10, y 11 semanas en el Top 20) en cuanto a venta de sencillos en España, y por tanto el disco más vendido de la banda, algo nunca antes experimentado por ellos.

## Créditos (según la cubierta del disco)
- Canciones de La Buena Vida.
- Grabado en los estudios De Lucas y Elkar de San Sebastián.
- Producido por Iñaki de Lucas y La Buena Vida.
- Canciones arregladas por Joserra Senperena y La Buena Vida.
- J Rodríguez, por cortesía de BMG Music Spain.
- Fotografía y diseño: Javier Aramburu.
- Los Planetas es una canción extraída de su disco Álbum, 2003.
- Editado por Sinnamon Records.
- Distribuido en España por El Diablo Distribución, S.L.

## Listado de canciones
1. «Los Planetas» (participación de J en voz) - 04:23
2. «La calle del Carmen» - 03:04
3. «En un mundo mejor» - 03:22
4. «Desde aquí» (sólo en la edición de 2021 en vinilo)